# Tet el Bad

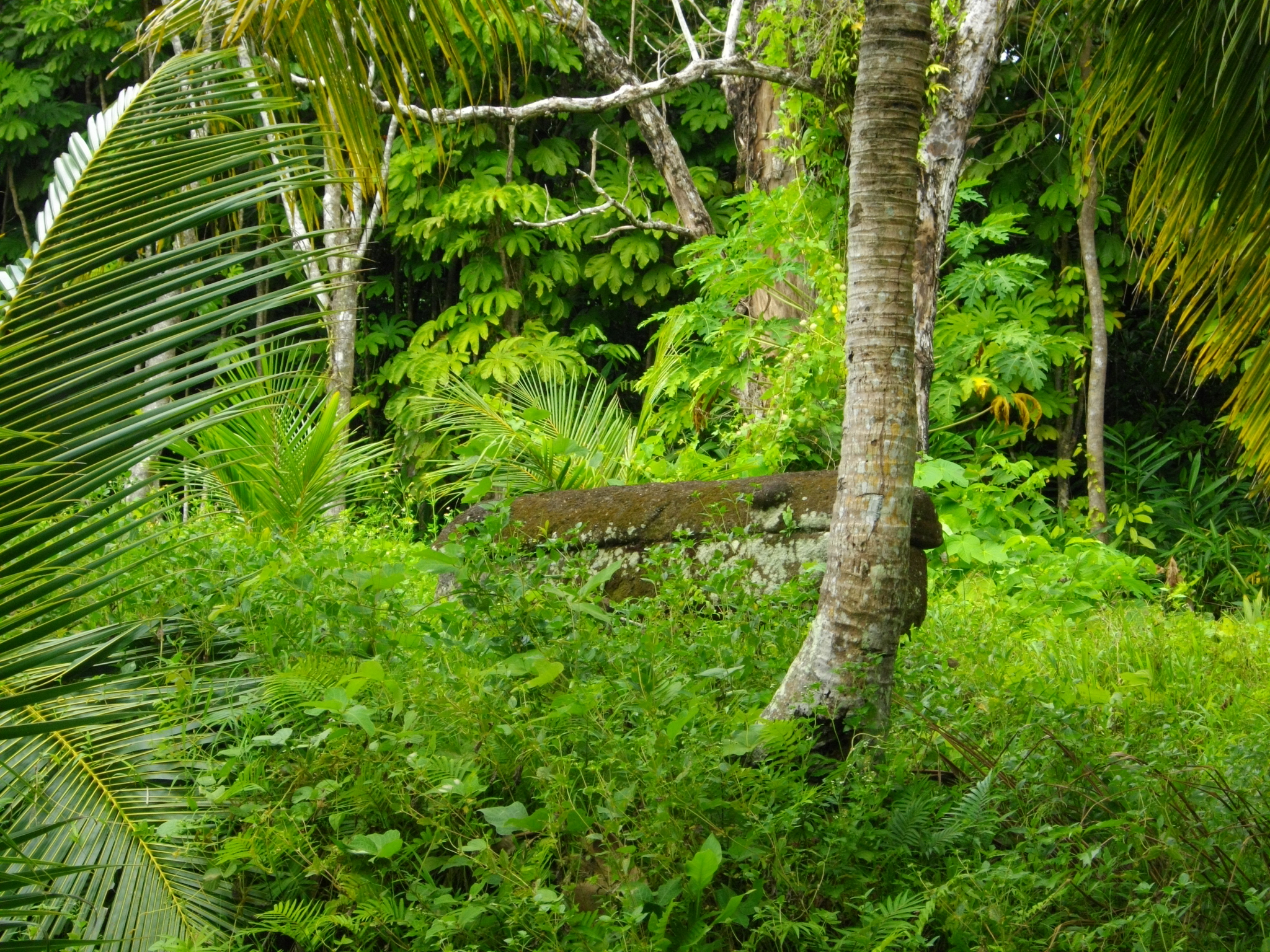
Photographie de Tet el Bad

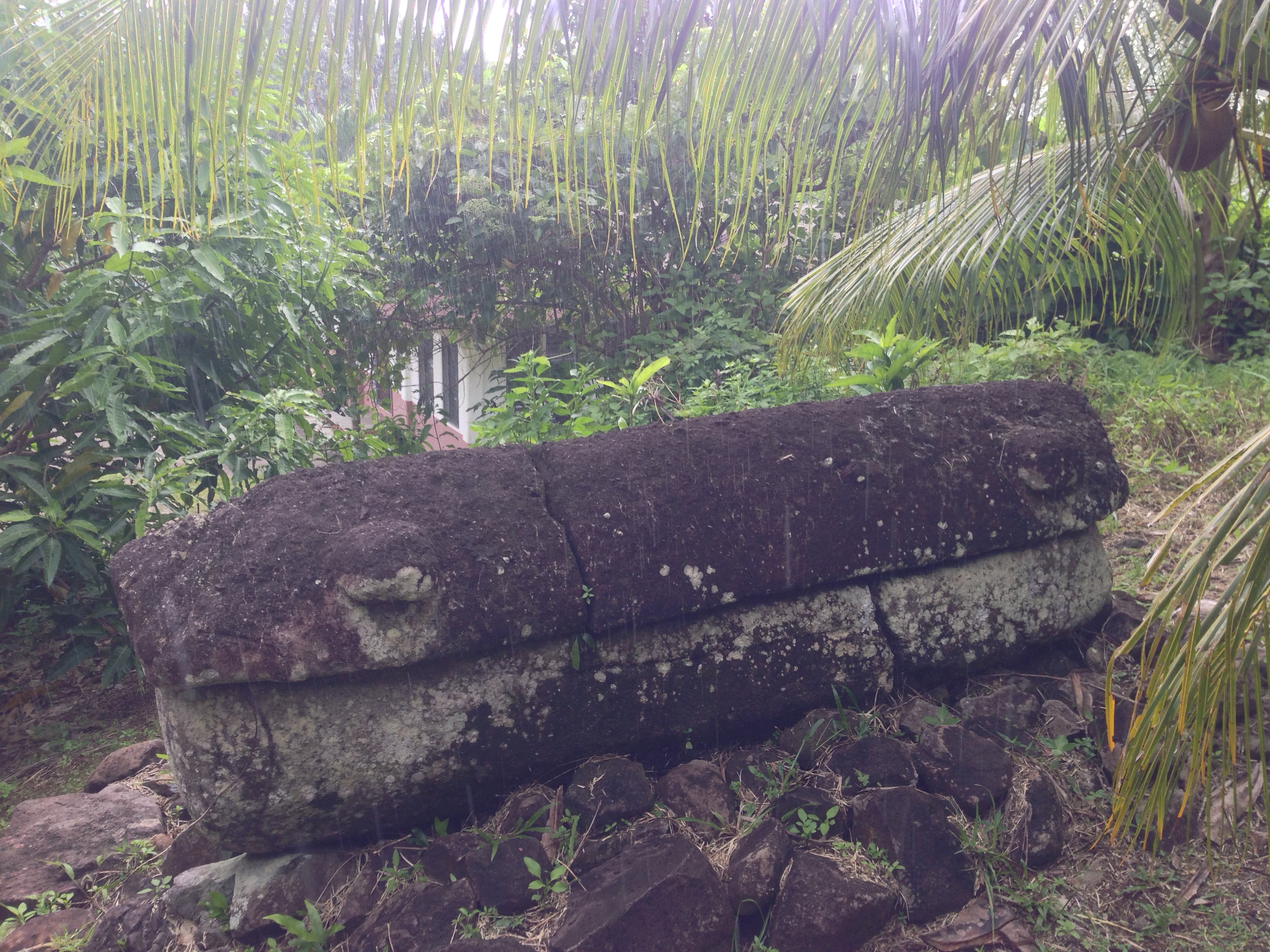
Tet el Bad (détail)

Tet el Bad est le nom donné à un sarcophage géant situé près du village d'Ollei, situé au Nord de l’État de Ngarchelong (république des Palaos).
Cette tombe monumentale est classée au patrimoine mondial de l'Unesco depuis 26 août 2006.